# Benvenuto Pesce Maineri
Benvenuto Francesco Pesce-Maineri (Genova, 1865 – 1935) è stato un architetto, ingegnere e urbanista italiano, importante progettista di opere civiche ed esponente dell'Art Nouveau e dell'eclettismo.

## Biografia

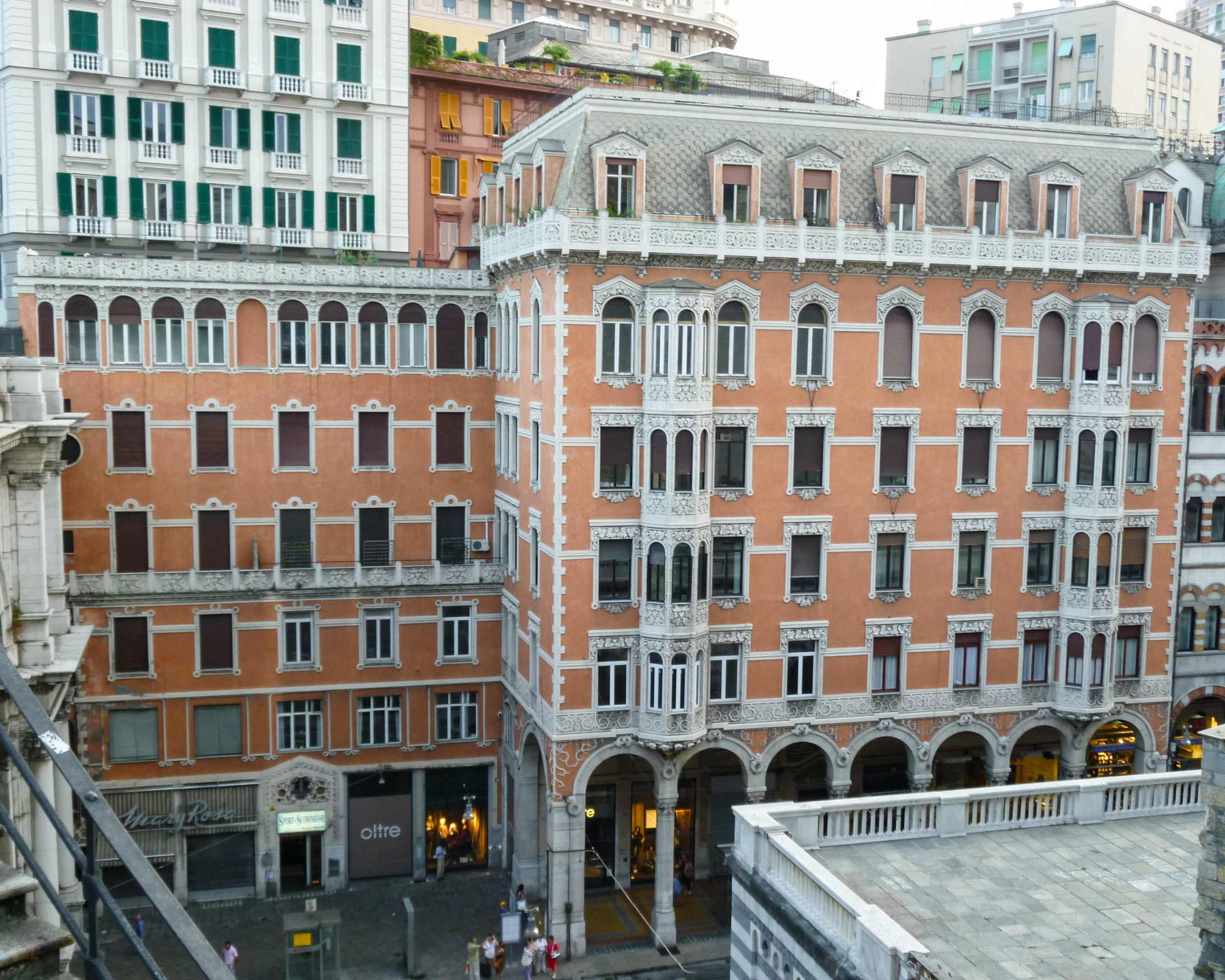
Palazzo in via XX Settembre al civico 26, opera di Pesce Maineri

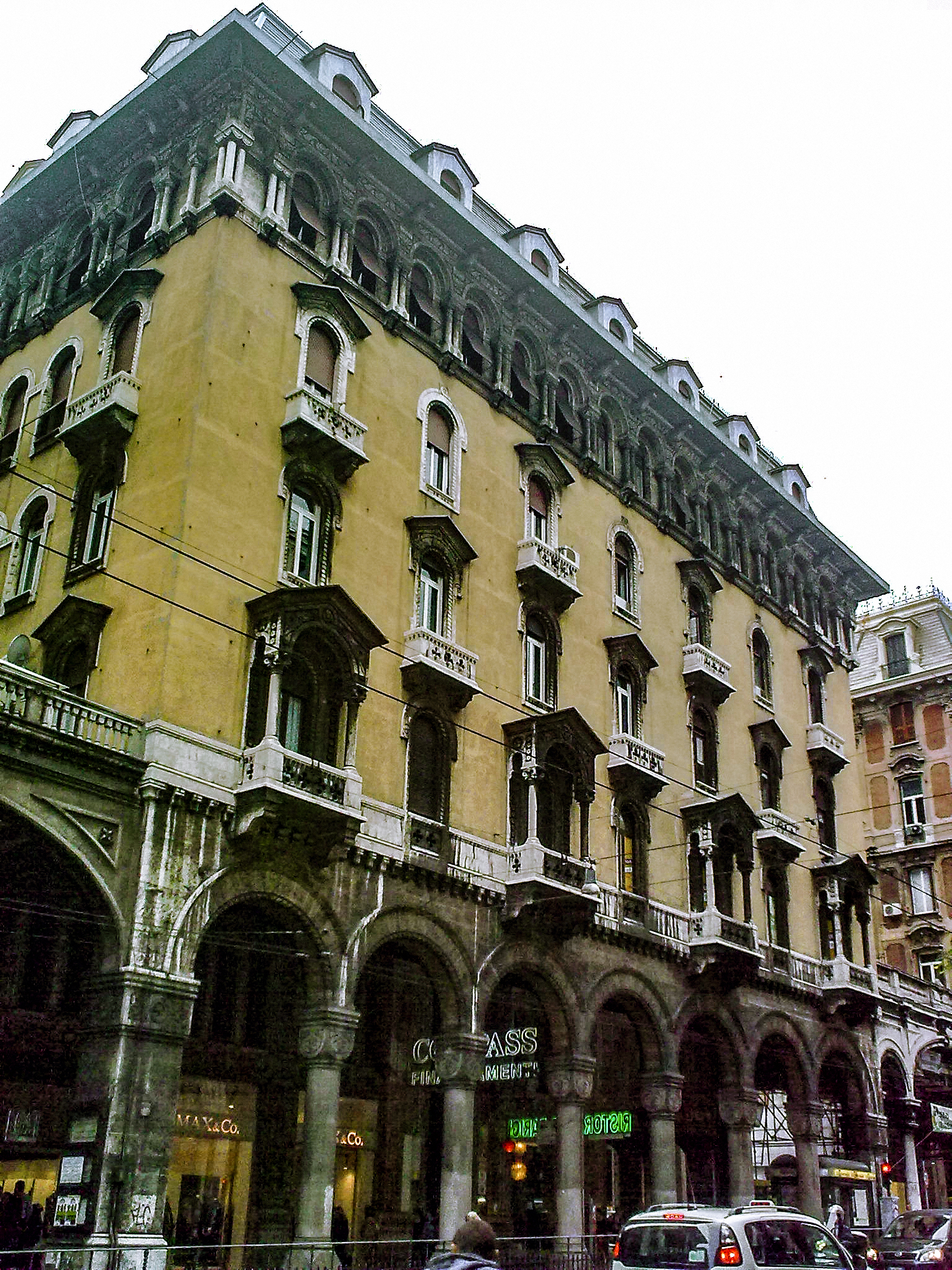
Il palazzo al civico 36 di via XX Settembre, altra opera di Pesce Maineri

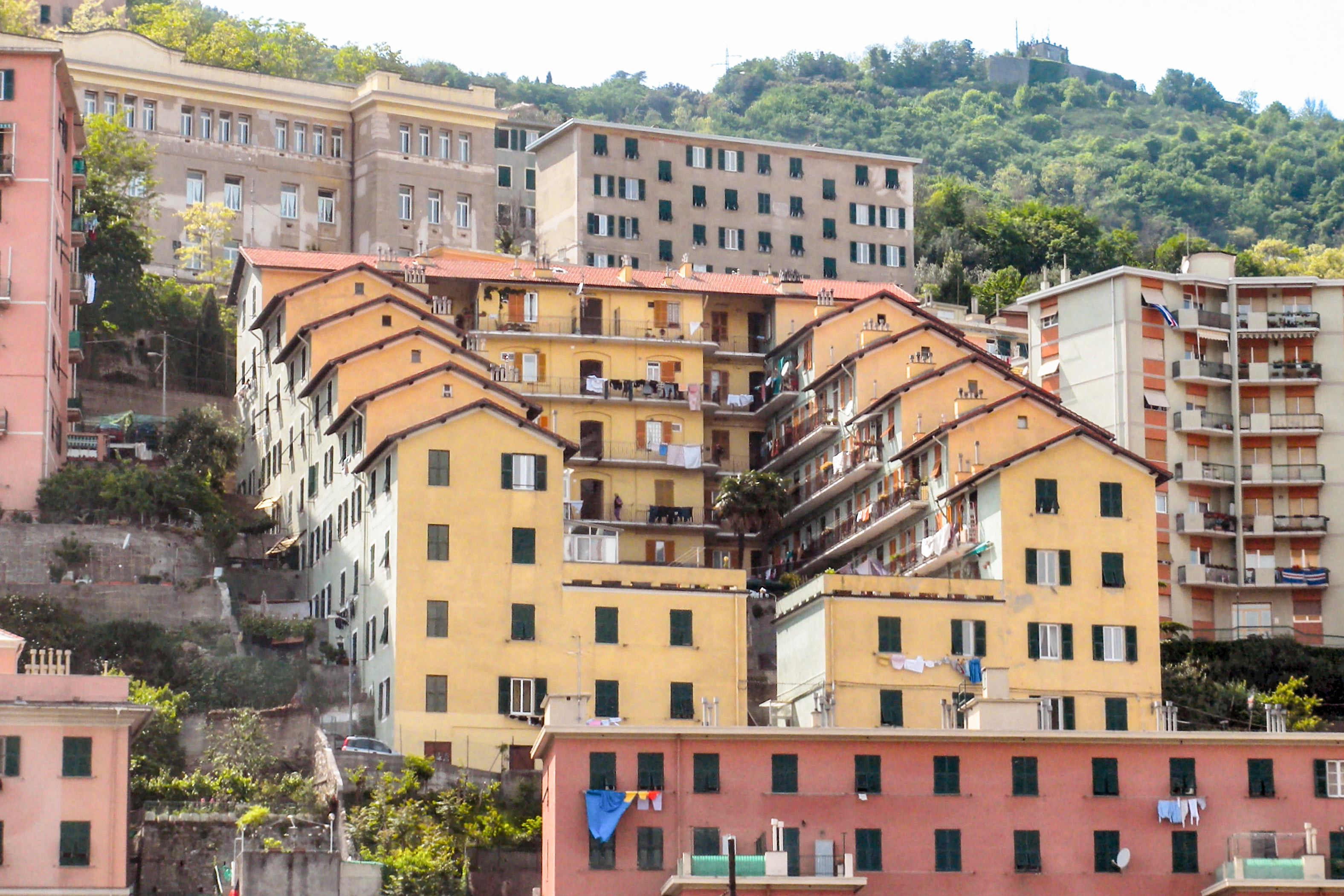
La casa operaia della "Società L'Economica", nel quartiere di Staglieno

Benvenuto Francesco Pesce-Maineri nacque a Genova nel 1865. Si formò al Regio Politecnico di Milano, laureandosi nel 1897. Ingegnere, architetto e professore, prese studio nella centrale via XX Settembre 5-7 e, successivamente, a Cornigliano, all'epoca elegante quartiere con edifici signorili, in via Tonale e poi presso la propria abitazione in via Edomondo De Amicis 19. Sul finire dell'Ottocento fu anche attivo nella pubblicistica, scrivendo per il mensile L'edilizia moderna (Milano) di Luca Beltrami, per Il Monitore Tecnico di Achille Manfredini, e per la rivista Arte italiana decorativa e industriale di Camillo Boito. Dal 1896 entrò come membro nella Società ligure di storia patria. Nel 1903 si sposò con Maria, presso il Santuario di Nostra Signora delle Grazie di Tagliolo.
Operò nel capoluogo ligure in un momento importante per la città, quando l'assetto stava cambiando e grandi e rilevanti quartieri residenziali stavano nascendo. Fu protagonista soprattutto del rinnovamento di via XX Settembre, arteria concepita a seguito dello smembramento dell'antica Via Giulia, progettando alcuni importanti palazzi. Membro della Società ligure di storia patria, progettò il palazzo al civico 36, prendendo spunto dall'architettura veneziana, e quello al civico 26, un palazzo con tematizzazione marittima con una ricca decorazione di tema acquatico e i colori, rosso e bianco, della bandiera di Genova. Nel 1904 progettò nel quartiere di Staglieno l'edificio della Casa operaia Società L'Economica, commissionata da Gustavo Dufour e terminata attorno al 1907, società che si occupò della realizzazione di molti edifici popolari nel capoluogo.
Lavorò inoltre nelle grandi rivoluzioni urbanistiche che, partendo dalla parte bassa di via XX Settembre, quella che si apre sull'area antistante alla stazione di Genova Brignole e al torrente Bisagno, giungeva sino a Corso Italia. Per un ventennio, dal 1897 al 1917 propose una lunga serie di progetti per la riqualificazione dell'area e l'interramento nel torrente, sino all'approvazione di quello del 1917 da parte del consiglio comunale. La più significativa trasformazione di quest'area cittadina, ovvero la copertura del Bisagno e il piano regolatore delle aree adiacenti, fu infine deliberata nel 1919 e terminata nel 1930, e fra gli studi più rilevanti utilizzati per la realizzazione dell'intervento vi fu quello di Benvenuto Pesce Maineri, ma anche di Gaetano Orzali, Renzo Picasso, Giuseppe Cannovale e altri. A Venezia propose alla giunta un ampio progetto per l'urbanizazione completa dell'Isola di Sant'Elena. Progettò anche la pianta di una basilica "Salvator Mundi in memoriam Cristofori Columbi inanuensis", che sarebbe dovuta essere edificata presso la Scalinata delle Caravelle nell'area chiamata "spianata Bisagno", in quella che poi sarebbe diventata Piazza della Vittoria.
Terziario domenicano, a Savona redasse il progetto di rifacimento del cimitero comunale. Fu anche il progettista del Castello di Quassolo, a Carcare.
Fu accademico di merito presso l'Accademia Ligustica di Belle Arti per la classe di architettura.
In vecchiaia fece parte della Commissione diocesana d'arte sacra con altri celebri architetti dell'epoca come Lorenzo Basso.
Morì a Genova nel 1935.

## Stile
Lo stile di Benvenuto Pesce risente dell'eclettismo tipico dell'epoca a cavallo tra '800 e '900. Nelle sue realizzazioni ricorre come un topos, e quasi una firma personale, il tema dell'elemento acqua. Elemento, questo, che assume un carattere parte integrante dell'architettura stessa. Il palazzo al civico 36 di via XX Settembre a Genova, per esempio, caratterizzato dallo stile veneziano, ha una componente acquatica legata alla laguna e all'ambiente palustre: le decorazioni dell'edificio sono perlopiù caratterizzate da vegetazione fluviale intricata, carpe e uccelli acquatici.
Il civico 26, caratterizzato invece da uno stile più maturo e meno accademico, vede come tema principale l'acqua del mare: motivi a forma di alga a spirale che si ripetono sulla facciata e come elemento costitutivo delle anteridi, leviatani che divengono rifiniture degli archi e montanti delle ringhiere interne, delfini e motivi mitologici: a far distinguere il palazzo è infatti soprattutto il grande bassorilievo del dio Nettuno che orna la parte superiore della porta d'ingresso. Caro a Pesce è anche l'uso dei colori caldi, nonché il richiamo frequente del binomio bianco - rosso, probabile richiamo al colore dello stendardo di Genova.

## Opere
- Benvenuto Pesce Maineri, Per la chiesa di S. Leone, Fratelli Armanino, 1898.
- Benvenuto Pesce Maineri, Proposte al comune di Genova per una strada sul Torrente bisagno dal Ponte della ferrovia al Mare e piano regolatore delle regioni adiacenti, Genova, Tip. Armanino, 1905.
- Benvenuto Pesce Maineri, Relazione al progetto e compromesso per la sistemazione edilizia ed il popolamento dell'isola e sacca di S. Elena, da sottoporsi all'approvazione del Consiglio comunale di Venezia, Venezia, Tip. G. Scarabellin, 1911.
- Benvenuto Pesce Maineri, Relazione del sotto-comitato per l'insegnamento professionale artistico, Genova, G. B. Marsano, 1917.